# Manfred Sauerbrey
Manfred Sauerbrey (* 10. Oktober 1927 in Rüstringen-Heppens; † 18. Dezember 2006 in Darmstadt) war ein Staatssekretär mit Engagement im Umweltbereich und bei der Realisierung der deutschen Einheit im Freistaat Thüringen.

## Leben
Im Zweiten Weltkrieg noch als Luftwaffenhelfer eingesetzt und von zunächst US-amerikanischer in sowjetische Kriegsgefangenschaft geraten, begann er sein Nachkriegsleben mit dem Abschluss der Tischler-Gesellenprüfung. 
Manfred Sauerbrey absolvierte dann in Darmstadt ein Studium an der  Staatsbauschule, um die fachgebundene Hochschulreife zu erlangen und 1955 ein Hochschulstudium an der RWTH Aachen zu beginnen, das er in Darmstadt an der  Technischen Hochschule fortsetzte. Nach dem Diplom-Examen im Fachgebiet Wasserbau wurde Manfred Sauerbrey wissenschaftlicher Assistent und konnte sich seiner Dissertation widmen, die er 1969 mit der Promotion zum Dr.-Ing. im Fachgebiet Abwasserhydraulik bei G. Rincke abschloss. Titel seiner Arbeit: Abfluss in Entwässerungsleitungen unter besonderer Berücksichtigung der Fließvorgänge in teilgefüllten Rohren.
Er ging dann in die Wasserwirtschaftsverwaltung des Landes Hessen, mit Tätigkeiten in den Wasserwirtschaftsämtern in Wiesbaden und Dillenburg. 1974 erfolgte die Versetzung in die Wasserwirtschaftsverwaltung des Landes Rheinland-Pfalz mit leitenden Funktionen am Wasserwirtschaftsamt Neustadt an der Weinstraße und in den entsprechenden Ministerien in Mainz. 1977 wurde er stellvertretender Leiter der Wasserwirtschaftsverwaltung des Landes Rheinland-Pfalz.
Er war in der Zwischenzeit  Reserveoffizier in der Bundeswehr geworden und erreichte 1980 den Dienstgrad Oberst der Reserve. Manfred Sauerbrey war verheiratet mit Mathilde Sauerbrey, geb. Rühl, und hat drei Kinder.
Sauerbrey betreute bzw. hielt in der Zeit zwischen 1962 und 1970 an der Technischen Hochschule Darmstadt Vorlesungen. 1985 erhielt er einen Lehrauftrag zum Thema Planung und Durchsetzung wasserbaulicher Vorhaben im Fachbereich Architektur/Raum- und Umweltplanung/Bauingenieurwesen der Universität Kaiserslautern.
Sauerbrey hatte sich in seiner Mainzer Zeit mit einem Jura-Zusatzstudium an der Universität Mainz weitergebildet.  1999 begann er ein zweites Universitäts-Studium  der Geschichte, mit den Nebenfächern Germanistik und Archäologie, an der Technischen Universität Darmstadt und absolvierte die Magister-Zwischenprüfung in Geschichte im Jahr 2000. Gesundheitlich beeinträchtigt begann er mit der Magisterarbeit zum Thema Der Karlsgraben (Fossa Carolina) aus dem Jahr 793 und sein Umfeld. Aufgrund von zwei Schlaganfällen musste er weitere Pläne aufgeben.

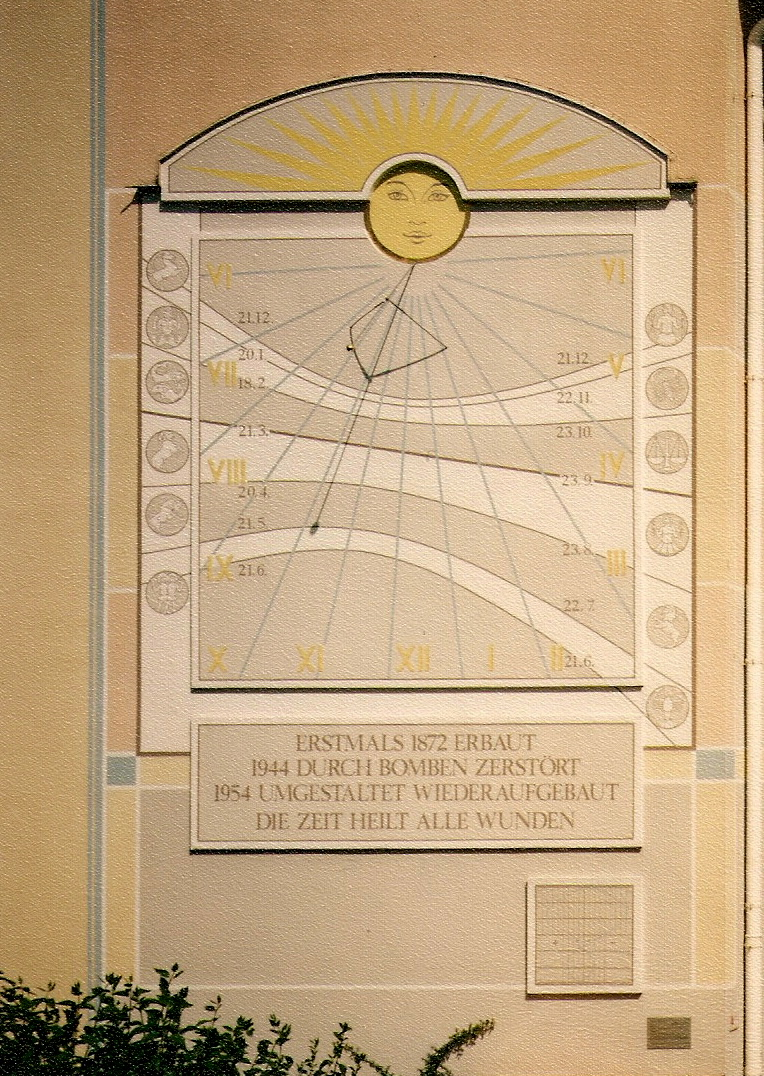
Sonnenuhr am Haus Stauffenbergstraße 75 in Darmstadt

Zusammen mit dem Architekten Bert Wichmann realisierte Manfred Sauerbrey 
- eine Sonnenuhr an seinem Haus Stauffenbergstraße 75[1] in Darmstadt und
- die Sanierung und Restaurierung des Jugendstil-Hauses Nettelbeckufer 12[2] in Erfurt.

## Politische Aktivitäten
Sauerbrey war in der Zeit zwischen 1980 und 1985 deutscher Delegierter bei der Deutsch-Luxemburgischen Verhandlungskommission über eine neue gemeinsame Grenze, als deren Ergebnis ein vertraglich fixiertes Deutsch-Luxemburgisches Kondominium entstanden ist.
Nach der Pensionierung meldete sich Sauerbrey  1990 für eine beratende Tätigkeit in Ost-Deutschland. Er war in verschiedenen Funktionen bei Ministerien des Freistaates Thüringen tätig und wurde dort zum Staatssekretär im Thüringer Umweltministerium ernannt. In dieser Funktion wirkte er entscheidend mit bei der Neuorganisation der Wasserversorgung und Abwasserbehandlung in den Thüringer Regionalgesellschaften.